# 三保ヶ関部屋

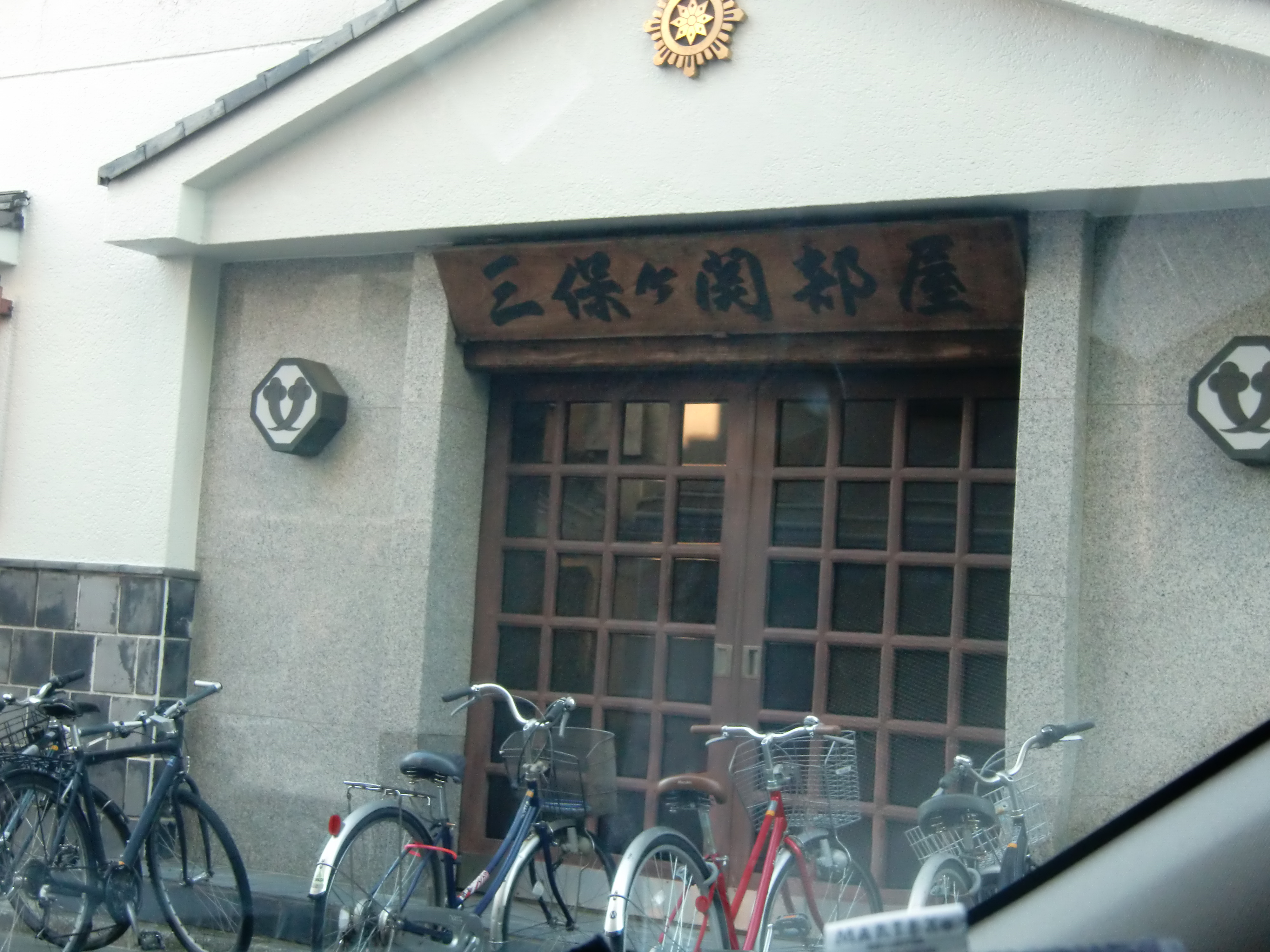

三保ヶ関部屋（みほがせきべや）は、かつて日本相撲協会に所属していた出羽海一門の相撲部屋。

## 沿革
もともとは江戸時代に大阪相撲の力士だった初代・三保ヶ関梶右衛門が創設した部屋で、1927年（昭和2年）の東西協会合併後にも年寄・8代三保ヶ関（元十両・滝ノ海）はしばらく大阪に居住し、本場所の際には上京して出羽海部屋へ身を寄せていたが、後に東京都墨田区両国と大阪に居を構えた。1946年5月に8代三保ヶ関が急死すると三保ヶ関部屋は閉鎖され、弟子たちは出羽海部屋に預けられた。三保ヶ関部屋およびその分家が出羽海一門に属するのはこのためである（それ以前は、幕内では東西制で出羽海部屋と同じ片屋に属してはいたが、十両以下では出羽海部屋や春日野部屋の力士との対戦もあった）。
その後、8代三保ヶ関の直弟子であった出羽海部屋所属の大関・増位山が1950年（昭和25年）1月場所で現役を引退して年寄・9代三保ヶ関を襲名すると同時に、三保ヶ関部屋時代からの弟弟子である増巳山を連れて東京都中央区新富に三保ヶ関部屋を再興した。しばらくは増巳山しか関取のいない状態であったが、1960年代に大竜川が十両に昇進してからは部屋が活気付き、横綱・北の湖を始めとして、9代三保ヶ関の長男である大関・増位山や大関・北天佑などといった多くの関取を擁する大部屋へと成長した。
1984年11月に9代三保ヶ関が定年退職を迎えたため、それと同時に1981年3月場所で引退して三保ヶ関部屋の部屋付き親方となっていた18代小野川（元大関・増位山）が10代三保ヶ関を襲名して部屋を継承した。10代三保ヶ関は日本大学相撲部にて学生相撲で活躍した濱ノ嶋や肥後ノ海・増健、エストニア出身の把瑠都やロシア出身の阿覧らをスカウトして関取まで育て上げた。
三保ヶ関部屋からは北の湖部屋（現在は山響部屋に改称）・二十山部屋（現在は消滅）・木瀬部屋・尾上部屋が分家独立を果たした。
2013年9月13日に、同年11月場所中に10代三保ヶ関が定年退職を迎えるものの後継者が見つからないということを理由として、同年9月場所を最後に三保ヶ関部屋を閉鎖する意向であることが明らかとなり、同年9月場所終了後の同年10月3日に10代三保ヶ関と三保ヶ関部屋の部屋付き親方である12代待乳山（元小結・播竜山）、幕内・阿覧ら所属力士8人のうち6人と行司1人・世話人1人・呼出2人は同じ出羽海一門の春日野部屋へ、床山1人は北の湖部屋へ移籍することが正式に承認され、同時に所属力士のうち2人は引退することが発表されて、正式に三保ヶ関部屋は閉鎖された。
その後、2013年12月から2014年12月中旬までは田子ノ浦部屋が東京都江戸川区東小岩に自部屋の施設を新築してそこへ移転するまで部屋の施設を借り受けていた。2015年12月7日には三保ヶ関部屋の稽古場と土俵をそのまま残して建物を改装した形で、10代三保ヶ関こと歌手の増位山太志郎がオーナーを務めるちゃんこ料理店「ちゃんこ増位山」が跡地に開店した。ちゃんこ増位山は10代三保ヶ関の息子が切り盛りしていたが、2023年3月15日に閉店している。

## 最終所在地
- 東京都墨田区千歳3-2-12
  - 都営地下鉄新宿線・大江戸線各森下駅から徒歩3分

## 力士

### 横綱・大関

#### 横綱
- 北の湖敏満（北海道）

#### 大関
- 増位山太志郎（兵庫）
- 北天佑勝彦（北海道）

### 幕内

#### 関脇
- 闘竜賢二（兵庫）
- 阿覧欧虎（ロシア）※春日野部屋へ移籍直後に引退

#### 小結
- 播竜山孝晴（兵庫）
- 濱ノ嶋啓志（熊本）

#### 前頭
- 大竜川一男（前1・兵庫）
- 肥後ノ海直哉（前1・熊本）
- 吉王山修（前2・熊本）
- 把瑠都凱斗（前4・エストニア）※尾上部屋へ移籍
- 大位山勝蔵（前12・兵庫）
- 増巳山豪（前13・兵庫）※一時出羽海部屋預かり

### 十両
- 里山浩作（十4・鹿児島）※尾上部屋へ移籍
- 増健亘志（十6・高知）
- 白乃波寿洋（十8・熊本）※尾上部屋へ移籍
- 秀ノ海渡累（十9・大阪）
- 境澤賢一（十10・埼玉）※尾上部屋へ移籍
- 安芸の嶺良信（十11・広島）

### 師匠
- 初代：三保ヶ関梶右衛門
- 2代：三保ヶ関喜八
- 3代：三保ヶ関喜八郎
- 4代：三保ヶ関十五郎
- 5代：三保ヶ関重五郎
- 6代：三保ヶ関喜八郎
- 7代：三保ヶ関周蔵（みほがせき しゅうぞう、大関・八尾ヶ関）
- 8代：三保ヶ関喜八郎（みほがせき きはちろう、十4・滝ノ海）
- 9代：三保ヶ関國秋（みほがせき くにあき、大関・初代増位山、兵庫）
- 10代：三保ヶ関昇秋（みほがせき のりあき、大関・2代増位山、兵庫）

座標: 北緯35度41分22.8秒 東経139度47分47.4秒 / 北緯35.689667度 東経139.796500度